# Fektetett dugványozás
A fektetett dugványozás az energetikai célú ültetvénytelepítés egy módja, amely során méretes (akár több méter hosszú) dugványokat helyeznek el a talajban vízszintesen.

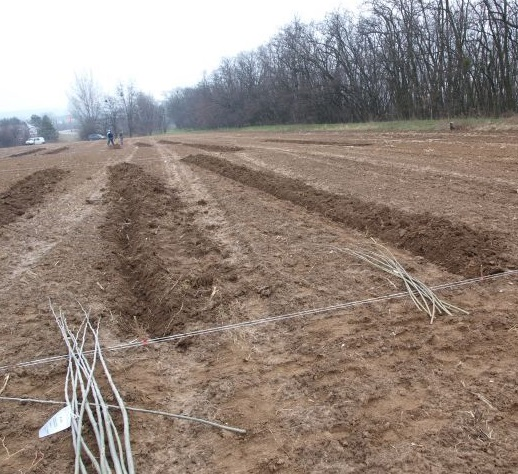

## A technológia előnye
A fektetett hosszúdugványos technológia leglényegesebb előnye a hagyományos rövid állódugványos ültetvénytelepítési módszerrel szemben, hogy az ültetés nagyobb hatékonysággal végezhető, egységnyi területet rövidebb idő alatt, egyszerűbben lehet eltelepíteni. A technológia alkalmas arra, hogy a hagyományosan fás rövid dugvánnyal szaporított fafajok, fajták esetében fás szárú energetikai ültetvényeket illetve szaporítóanyag termesztő anyatelepeket létesítsünk.

## Dugványok előállítása
A hosszú fás dugványok előállítása dugványtermesztő anyatelepeken történik. A hosszú fás dugvány a rövid simadugvány előállítással megegyező munkafolyamatok során kerül megvágásra, annyi különbséggel, hogy a rövid fás dugványok méretre darabolását és a csúcsrügyhöz igazított vágáslapok kialakítását kihagyjuk a folyamatból, kizárólag a megfelelő hosszra és átmérőtartományon belüli méretekre vágás a lényeg. 
Az anyatelepek kialakítása a minél nagyobb tömegű érett, dugványtermelésre alkalmas hajtás előállítását célozza. Fafajonként és akár fajtánként is eltérő az anyatelepek kialakításának technológiai követelményrendszere, mivel az anyatelepnek igazodnia kell az adott fafaj, fajta növekedésbiológiájához, hajtásképző sajátosságaihoz.
A monopodiális, elágazásoktól mentes hajtásokat fejlesztő fajok esetében a fő szempont a hajtások képzése szempontjából optimális növőtér kialakítása. A már egyéves hajtások esetében is erős oldalágak képzésére hajlamos fajtáknál, mint például a fehér fűz és nemesített vonalai, kiemelt figyelmet kell fordítani a dugványtermesztő anyatelep hálózatának kialakítására. Gyorsan növő fajról lévén szó, a legkedvezőbb a kis sor és tőtávval végzett telepítés, melynek következtében a hajtások magasra törnek és hosszúkás, keskeny alakot vesznek fel, a kis növőtérnek köszönhetően pedig elsősorban felfelé törekedő vezérhajtásukat fejlesztik, az oldalágak képzése a szoros állás következtében fellépő fényhiány következtében redukált illetve gyengébb, mint szabad állás vagy tágabb hálózatok esetében.

## Termelés
A dugványok alapanyagául szolgáló hajtások betakarítására jellemzően a vegetációs perióduson kívül, az elültetés időpontjához lehető legközelebb kerül sor, ami Magyarországon minden évben február, március hónapokra esik. Egyes fajták esetében lehetőség van vegetációs időszakban történő dugványtermelésre és ültetésre is, de ez csak egyedi esetekben, megkésett ültetés esetén indokolt.
A dugványtermelés szakaszai a hajtások elválasztása az anyatelep törzsfáiról, a hajtások szükség szerinti oldalágazása, majd a dugványok megfelelő – a megrendelő vagy az ültetési technológia által megkövetelt – méretre vágása. A dugványtermelés során figyelemmel kell lenni a tárolására és a dugványok kezelésére. Kerülendő a túl magas hőmérsékleten, párás körülmények közti tárolás, mert az a gyors, idő előtti fakadást eredményezhet, és az ültetés során a kialakult hajtás és gyökérkezdemények letörhetnek, károsodhatnak, legyengítve a dugványt és utat nyitva az esetleges fertőzéseknek, gombakórokozóknak. A termelés során természetesen betartandóak a munkavédelmi előírások és a szerszámok tisztasága is kiemelt szempont kell legyen.
A megtermelt dugványok jellemző hossza átlagosan 2 méter, átmérőjük 3 cm-től 0,5 cm-ig terjedhet. Az ennél vékonyabb hajtásrész bár jellemzően több rügyet tartalmaz, tartaléktápanyagban szegényebb, gyengébb hajtásokat hoz. A csúcsrügy ennek ellenére a fektetett dugványozás során a dugványon hagyható, ekkor a fektetés során az átfedéssel elhelyezett dugványok biztosítják a kellő számú és erősségű hajtás kialakulását.

## Technológia
Sikeres, nagy produktumú fás szárú energetikai ültetvény vagy szaporítóanyag termesztő telep kialakítása elképzelhetetlen megfelelően megválasztott termőhely és az ott található talaj előkészítése nélkül. A talajelőkészítés folyamata a létesítést megelőző ősszel kezdődik. Használaton kívüli vagy ugaroltatott területek esetében megelőző gyomirtás és mélyszántás elengedhetetlen követelmény. A mélyszántás helyettesíthető mélylazítással, ha a mélyszántás talajhiba kizárja. Művelt területen a gyomok elleni védekezés vélhetően kevesebb ráfordítással, ültetéskor illetve a vegetációs időben szelektív szerekkel és mechanikus talajművelő eszközökkel megoldható. A talajművelés mélysége legalább a 25–30 cm-es mélységet el kell érje, hogy az ültetőgép problémamentesen tudja a dugványokat a talajba juttatni. Fás szárú kultúráról lévén szó a begyökeresedést nagyban segíti a mélyen előkészített talaj.
Az ültetőgépek megfelelő működése, a dugványok kellő mélységbe juttatása érdekében az ültetést megelőzően a szántott talajt tárcsával, nehéztárcsával, fogashengerrel és simítóval az ültetés mélysége + 5 cm mélységben porhanyóssá, rögöktől mentessé kel tenni, nyilván ez talajtípustól és nedvességtartalomtól is erősen függ.